# 艾瑞克·弗利德曼
艾瑞克·弗利德曼（英語：Erick Friedman，1939年8月16日—2004年3月30日）是一位美國小提琴家，其生涯與紐約愛樂樂團、柏林爱乐乐团、巴黎管弦乐团、芝加哥交响乐团、波士顿交响乐团等團體，以及卡拉扬、斯托科夫斯基、史坦伯格、萊茵斯朵夫、普列汶以及小泽征尔等指揮者均有合作。1996年他獲得葛萊美獎肯定。

## 生平

### 早年
弗利德曼自6歲開始學習小提琴，10歲進入茱莉亞學院，且是唯一一位曾同時與内森·米尔斯坦和雅沙·海菲茨兩人習琴的學生。同後者的學習始於17歲時，當時弗利德曼就讀於南加州大学。1961年他曾和海菲茨一同錄製巴赫的雙小提琴協奏曲。

### 職業生涯
弗利德曼在教學的同時，仍保持個人旅行演奏的行程，於世界著名的樂團出場演奏，同時他亦是幾個機構的駐館藝術家和主管（如曼哈顿音乐学院、南方卫理公会大学等）。七〇年代他任職於北加州藝術學校的小提琴部門，之後的一次車禍傷及了弗利德曼的左手，不過並沒有對他的演奏造成太多不良影響。其後弗利德曼轉往耶鲁大学任教，至其逝世為止。
弗利德曼參與許多重要大賽的評委工作，也從事指揮。1986年至1999年期間，他是加勒特湖藝術節（Garrett Lakes Arts Festival）轄下樂團的音樂總監與指揮者。

### 逝世
弗利德曼於2004年3月30日因肺癌逝世。直到逝世前一週，他都在耶魯大學授課。

## 獲獎與榮譽
- 第38屆葛萊美獎，1996年
- 帕德雷夫斯基獎，2000年

## 個人生活
他的妻子Lu Sun也是一位小提琴家。

## 軼事與其它
弗利德曼主要使用1724年制於克雷莫納的斯特拉迪瓦里琴（其名為「路德維希」）。此外在七〇年代他也曾使用1733年制的瓜奈里琴（德爾格蘇），以及另一把18世紀制的「巴洛科維奇」。

## 外部連結
- 艾瑞克·弗利德曼的Discogs页面（英文）
- 弗利德曼的紀念網站 （页面存档备份，存于）